# サヨナラボーク
サヨナラボークは、野球の試合におけるサヨナラゲームの一類系の通称。最終回または延長回の裏に同点かつ走者が三塁にいるとき、守備側がボークをとられることにより三塁走者が進塁・得点し決勝点が入り成立する。
1998年8月16日の阪神甲子園球場で行われた第80回全国高等学校野球選手権大会2回戦、東愛知代表・豊田大谷高校と山口代表・宇部商業高校の試合において、延長15回までもつれた末にこれが起こり、豊田大谷の勝利となったことで話題となった。そのため、日本のメディアではこの試合を象徴する言葉としても用いられる。
以下、主にこの試合について述べる。

## 試合経過
この試合は、第2試合で12時5分に試合がスタートした。
0対0で迎えた5回表、宇部商は安打に盗塁、相手エラーが絡んでライト前安打で1点を先制。6回表にも1点を追加して2対0で迎えた6回裏、豊田大谷は2者連続四球でランナー・二塁から重盗を成功させて二・三塁とし、古木克明がライト前に安打を放ち1点を返す。2対1で迎えた9回裏、豊田大谷は2死一・三塁から重盗。これがベースカバーに入った宇部商二塁手の悪送球を誘い、2対2の同点となり試合は延長へ。
延長に入ってからは両校とも0点の状況が続いたが、迎えた延長15回裏、豊田大谷は左中間安打とセカンドゴロエラーで無死二・三塁に。6番・小谷が敬遠で歩いて無死満塁、サヨナラ勝利のチャンスを迎えた。豊田大谷の次打者は右打ちの7番・持田泰樹、カウント1ボール2ストライクから宇部商・藤田修平が211球目を投じようとセットポジションに入り腕を少し前に出したが、キャッチャーの複雑なサイン動作に、藤田は無意識に投球動作を中断して腕を後ろに戻してしまった。この行為を見逃さなかった球審・林清一が「ボーク」を宣告。3時間52分に及んだ試合は甲子園大会史上初で唯一の「サヨナラボーク」で、豊田大谷高校が延長15回サヨナラで勝利を決めた。
藤田が林審判に返そうとしたボールを「持っておきなさい。そして来年、また甲子園に来なさい」と、林は藤田に手渡した。通常、ウイニングボールは勝利校の主将に渡されるが、勝利校の豊田大谷には別のボールが渡された。試合終了直後の両チームの挨拶では、勝利投手となった豊田大谷の3年生エース・上田晃広が、宇部商のエース・藤田に「ありがとな…」と声を掛けた後、藤田は思わず涙を流していた。敗戦投手の藤田は呆然自失の表情のまま、ボークを犯した瞬間についてのインタビューには「何も覚えていません」「分かりません…」などと小声で応えるしかなかった。
|          | 1 | 2 | 3 | 4 | 5 | 6 | 7 | 8 | 9 | 10 | 11 | 12 | 13 | 14 | 15 | R | H  | E |
| -------- | - | - | - | - | - | - | - | - | - | -- | -- | -- | -- | -- | -- | - | -- | - |
| 宇部商   | 0 | 0 | 0 | 0 | 1 | 1 | 0 | 0 | 0 | 0  | 0  | 0  | 0  | 0  | 0  | 2 | 12 | 3 |
| 豊田大谷 | 0 | 0 | 0 | 0 | 0 | 1 | 0 | 0 | 1 | 0  | 0  | 0  | 0  | 0  | 1x | 3 | 11 | 2 |

1. （延長15回）
2. 宇：藤田（14回0/3）
3. 豊：上田（15回）
4. 審判
［球審］林
［塁審］植村・山名・吉川
5. 試合時間：3時間52分

## その後
当日は豊田大谷と宇部商業の試合の後に、松坂大輔がいる横浜高校と、杉内俊哉がいる鹿児島実業高校の試合が控えていたこともあり、甲子園の観衆発表は52,000人とほぼ満員だった。
この試合の数年後、元宇部商のエースだった藤田は、高校野球関連の雑誌の取材に対して、「あの時のボークは試合後にも言ったと思いますが、僕自身全く記憶が無いんです。延長18回（但し2000年春夏の甲子園大会から延長15回制に短縮）まで一人で投げ切る気持ちで居たのですが…暑さと疲れでアップアップの状態で投げていたので、心身共に余裕を持てなかったから、ボークになってしまったんだと思います」「それでもあの炎天下で、ボークを宣告した林さんは凄いと思います。あの状況で冷静な判断が出来ることがどれだけ難しいか。いろいろ言って下さる方もいましたが、結果的にミスをしてしまったのは自分ですから。出来れば林さんとお話してみたいですね」と笑顔で語っていた（解説は1998年春までPL学園の監督を務めた中村順司が担当した）。2013年7月20日、明治大学阿久悠記念館の来館者3万人突破記念イベント『“甲子園の詩”を語る〜阿久悠の紡いだあの名勝負〜』（於：明治大学駿河台キャンパス・リバティタワー）において、当時の球審であった林清一と直接会い、当時のことを話したという。
前述の2013年のイベントで藤田と林の当事者同士が対面した際、観客から「試合後のボールはどうしたのですか」という質問があったが、藤田は「残念ながら完全に忘れてしまい、どこにいったか不明に成りました。もう手元には有りません」と苦笑しながら答えた。
2023年、藤田の長男が父と同じく宇部商に進み野球部で投手を務めている。また、父の藤田は2023年秋から同校の外部コーチとして選手をサポートし、同じユニフォームを着る息子について「うれしいですよ」と語っている。

## 騒動
試合終了後、球審の林は記者団に囲まれ、「まるで犯人扱い」された。記者団からの質問は「なぜボークを取ったんですか」という事実確認から始まり、「注意でもよかったのでは」「あんな終わり方でよかったんですか」「今のお気持ちは」など林個人を攻撃するような内容に変わっていた。林はその都度「ルールを適用したまでです。どんな状況でもルールは厳格に守らねばなりません」と説明したが、追及とも糾弾ともつかない質問が収まらないため、三宅幹事審判が「我々はルールの番人です。以上、終わり！」と一喝し終了した。さらに、ボークの瞬間、NHKのカメラは藤田投手の顔をアップで撮しておりボークの動作を撮していなかったが、実況アナウンサーが「今のは何でボークなのですか」と聞かれて、解説の中村順司が「いやー、わからないですね」と答えた。「それで判定の信憑性がなくなっちゃった。頼むからいい加減なこと言わないでくれと思いました」（林）。翌日の新聞は、林の写真と名前を掲載、「なぜ、ボーク？」「史上初」などの文字が踊り、高野連に抗議の電話が殺到した。
尚、その後も尾を引いた騒動は、当時NHKの専属野球解説者で『サンデースポーツ』（NHK総合テレビ）のキャスターでもあった原辰徳が、番組中でプレートを用意して『これはボークです』と詳しく説明・解説したため、次の日から抗議の電話は止んだという。その為、林は「本当に助けられました」と原辰徳に感謝していることを後年明かした。
なお、2019年現在、甲子園球場では高校野球に限りボークのほか走塁妨害・守備妨害など、反則行為の判定があった際は電光掲示板にその旨が簡潔に表示されるようになっている。

## ボークによりサヨナラゲームとなった他の事例（国内）
- 2015年の第97回全国高等学校野球選手権大会、熊本大会2回戦、熊本農対熊本工。8-8の同点で迎えた9回裏、熊本農の捕手の動きがブレた為、投手が投球動作を止めてしまいボークをとられ、熊本工がサヨナラ勝ちした[9][10]。
- 2017年の第99回全国高等学校野球選手権大会、徳島大会1回戦、城東高対阿波高。9回裏、阿波高の捕手がキャッチャーボックスの外に出た状態で投手が投球しボーク（いわゆるキャッチャーボーク）となり、城東高がサヨナラ勝ちした[11]。
- 2017年の第66回全日本大学野球選手権大会2回戦、九州産業大学対四国学院大学。9回裏、四国学院大学の投手が捕手のサインを見て投球動作に入った後、動きを止めて再度サインの確認を行いボークをとられ、九州産業大学がサヨナラ勝ちした[12]。
- 2022年の第104回全国高等学校野球選手権大会、長崎大会1回戦、佐世保実対大村工。9回裏、大村工の投手が投球動作に入った後投球を中止しボークを取られ、佐世保実がサヨナラ勝ちした。

## ボークによりサヨナラゲームとなった他の事例（海外）
- 2022年の現地7月8日、MLB交流戦、シンシナティ・レッズ対タンパベイ・レイズ。